# Зоран Стевановић (кошаркаш)
Зоран Стевановић (Крагујевац, 3. јул 1970) је бивши српски кошаркаш. Играо је на позицији центра.

## Каријера
Стевановић је живео у Страгарима до 15. године, па је због тога добио надимак Страги. Каријеру је почео у Радничком из Крагујевца, одакле 1990. прелази у Партизан. Био је код Дулета Вујошевића у сезони 1990/91, али је тада заједно са Николом Лончаром играо на двојној регистрацији за Крагујевац. Од сезоне 1991/92. добија већу минутажу у екипи Партизана. Био је део тима који је освојио титулу првака Европе 1992. године. Остао је у Партизану до 1996, и током тог периода је освојио и три титуле првака Југославије као и три трофеја победника Купа. 
Од 1996. до 1998. је играо за тадашњег прволигаша Беобанку, па се за сезону 1998/99. вратио у Партизан и освојио још један Куп. У сезони 1999/00. је по први пут заиграо у иностраном клубу. Наступао је за пољски Проком Трефл Сопот, а потом је био кошаркаш и кипарског Ахилеаса. У сезони 2000/01. наступа за Игокеу и са њом осваја титулу првака Босне и Херцеговине, прву у историји клуба. Сезону 2001/02. проводи у ФМП-у, а наредну 2002/03. је био играч бугарског прволигаша Јамбола. Каријеру је завршио 2004. године у екипи Радничког Заставе из Крагујевца.
За сениорску репрезентацију СР Југославије је наступао у квалификацијама за Европско првенство 1995. у Атини. Квалификациони турнир се одржавао у Софији, а Стевановић је наступио на две утакмице, 2. јуна 1995. против Естоније и наредног дана против Турске.

## Успеси
Партизан
- Евролига (1) : 1991/92.
- Првенство Југославије (1) : 1991/92.
- Првенство СР Југославије (2) : 1994/95, 1995/96.
- Куп Југославије (1) : 1992.
- Куп СР Југославије (3) : 1994, 1995, 1999.

Игокеа
- Првенство Босне и Херцеговине (1) : 2000/01.